# Mezquita de La Alcazara (Tudela)
La Mezquita de La Alcazara de Tudela (Navarra) fue la mezquita más importante del antiguo barrio de la Morería de la ciudad y ocupó el solar actual de la Plaza de San Juan. Fue construida tras la reconquista de Tudela por Alfonso I el Batallador en 1119, cuando la población musulmana tudelana fue confinada al nuevo barrio de la Morería.